# 太平洋津波博物館
太平洋津波博物館（たいへいようつなみはくぶつかん、英語: Pacific Tsunami Museum）は、アメリカ合衆国ハワイ州ヒロ (ハワイ島)にある博物館であり、国際津波情報センター（ITIC）、太平洋津波警報センター（PTWC）、ハワイ大学ヒロ校・ハワイ大学マノア校、州・郡民間防衛機関と協同する非営利団体である。
2015年6月、岩手県大船渡市の大船渡津波伝承館と連携の覚書を交わした。

## 施設
開園時間
博物館は毎日午前 10 時から午後 4 時まで開館しています。